# Fredrik Svenonius
Fredrik Vilhelm Svenonius, född 25 april 1852 på gården Karlslund i Gammelstad i Nederluleå socken, död 5 mars 1928 i Uppsala, var en svensk geolog.

## Biografi
Fredrik Svenonius var fjärde barn till ekonomidirektören vid Gällivareverken Carl Wilhelm Svenonius och Brita Johanna Sundström. Han avlade mogenhetsexamen 1871 samt blev filosofie kandidat 1877, filosofie licentiat 1879 och 1880 filosofie doktor vid Uppsala universitet. Han antogs som biträdande geolog vid Sveriges geologiska undersökning (SGU) 1881, utnämndes till geolog 1883 och var efter verkets överförande på ordinarie stat mellan 1914 och 1917 statsgeolog.
Han var från 1879 förordnad att som geologisk fackman åtfölja svensk-norska gränsröjningskommissionen på sträckan mellan Dalarna och Lappland samt gjorde 1886–87 forskningar över jöklar i Lappland, till vilkas kännedom han, liksom senare Axel Hamberg, i hög grad bidrog. Svenonius var ledamot av apatitkommittén (1889), vattenfallskommittén (1899–1903) och Centrala nödhjälpskommittén (1902–03) samt från 1894 Sveriges representant i Internationella glaciärkommissionen. Han utförde på uppdrag undersökning för en krafttunnel under Motala ström inom Norrköping och geologiska undersökningar från stabilitetssynpunkt beträffande järnvägsförslagen Järna-Norrköping och "Glasbergalinjen" till Södertälje, liksom åtskilliga andra järnvägs- och kanalförslag, samt avgav häröver ett sedermera tryckt betänkande. Av Kungl. Maj:t hade han ett par år uppdrag att utföra såväl inmutningar som försvarsarbeten på apatit- och magnesitförekomster i Lappland.
Vid bildandet 1885 och den vidare utvecklingen av Svenska Turistföreningen, samt åstadkommandet av Vassijaure naturvetenskapliga station (sedermera flyttad till Abisko), inlade han stor förtjänst, så även i frågan om spridning av en riktig kännedom om norrländska, särskilt lappländska, förhållanden. Han utarbetade de geologiska kartbladen i skalan 1:50 000 Grundkallegrundet, Forsmark, Ankarsrum, Loftahammar, Västervik och Gamleby jämte tillhörande beskrivningar samt tillika offentliggjort geologiska uppsatser, huvudsakligen i "Geologiska föreningens i Stockholm förhandlingar", om berggrunden inom nordliga Sverige, de svenska jöklarna, andesiten i Hälsingland, den lappländska magnesiten, varjämte han författade Stenriket och jordens byggnad (i "Svenska biblioteket" 1888) samt av "Svenska turistföreningens resehandböcker" Väster- och Norrbottens län (1896, från och med tredje upplagan 1904 kallad Lappland samt övriga delar av Väster- och Norrbotten). Tillsammans med biskop Olof Bergqvist utgav han 1908 "Lappland". Hans senare geologiska arbeten behandlade företrädesvis källor, särskilt källvattens radioaktivitet.
Han var redaktör för Svenska Turistföreningens årsskrift under de fem första åren den utkom (1886–1890).
Fredrik Svenonius var i första äktenskapet 1883 gift med Anna Ekström (död 1895) och fick med henne sju barn. I andra äktenskapet var han från 1897 gift med hennes kusin Elin Johanna Ekström (död 1901) och fick med henne tre barn. I tredje äktenskapet från 1912 var han gift med andra hustruns syster 
Agnes Kristina Ekström.